# La Chapelle-Péchaud
La Chapelle-Péchaud est une ancienne commune française située dans le département de la Dordogne, en région Nouvelle-Aquitaine. Elle a existé jusqu'en 1972 et depuis 1973, elle est associée à la commune de Castelnaud-la-Chapelle.

## Géographie

### Généralités
La Chapelle-Péchaud est une ancienne commune située en Périgord noir, dans le quart sud-est du département de la Dordogne. Elle correspond à la partie sud du territoire de Castelnaud-la-Chapelle dont elle est la commune associée. La limite entre les deux est matérialisée par un ruisseau sans nom affluent du Céou longeant la route départementale (RD) 50. Au sud-ouest, le ruisseau de Fonbounou, affluent de la Vallée marque la imite territoriale avec Saint-Laurent-la-Vallée.
L'altitude minimale, à environ 106 mètres, se situe au nord-est de Carpignac, là où le ruisseau sans nom longeant la RD 50 quitte le territoire. Le point culminant avec 283 mètres se trouve au nord-ouest du bourg, à une cinquantaine de mètres du territoire de Veyrines-de-Domme et à proximité du château d'eau.
Le bourg de la Chapelle-Péchaud, traversé par la RD 53E1, se situe, en distances orthodromiques, quinze kilomètres au sud-ouest du centre-ville de Sarlat-la-Canéda.

### Villages, hameaux et lieux-dits
Outre le bourg de la Chapelle-Péchaud proprement dit, le territoire se compose d'autres villages ou hameaux, ainsi que de lieux-dits, :
- la Borie
- les Carbonnières
- la Chapelle Basse
- Carpignac
- Cayrefour
- Combe Longue
- les Escaliers
- les Escloux
- Fondaumier
- Lablancou
- les Mérigots
- Pech Carbonnier
- Péchaud
- Rauffet
- les Vitarelles.

## Toponymie
Le lieu est mentionné au XIIIe siècle dans un pouillé et sous la forme Capella puis au XVIIe siècle dans les registres paroissiaux sous la forme « La Chapelle-Saint-Laurent », en référence à la bourgade proche de Saint-Laurent-la-Vallée. Son nom vient de l'occitan Puèg Aut signifiant « colline haute ».

## Histoire
La Chapelle-Péchaud est une commune française créée à la Révolution.
Le 1er janvier 1973, la commune de La Chapelle-Péchaud entre en fusion-association avec celle de Castelnaud-Fayrac qui prend alors le nom de Castelnaud-la-Chapelle.

## Politique et administration

### Rattachements administratifs et électoraux
Dès 1790, la commune de La Chapelle-Péchaud est rattachée canton de Domme qui dépend du district de Sarlat jusqu'en 1795, date de suppression des districts. En 1801, le canton dépend de l'arrondissement de Sarlat (devenu l'arrondissement de Sarlat-la-Canéda en 1965).

### Liste des maires

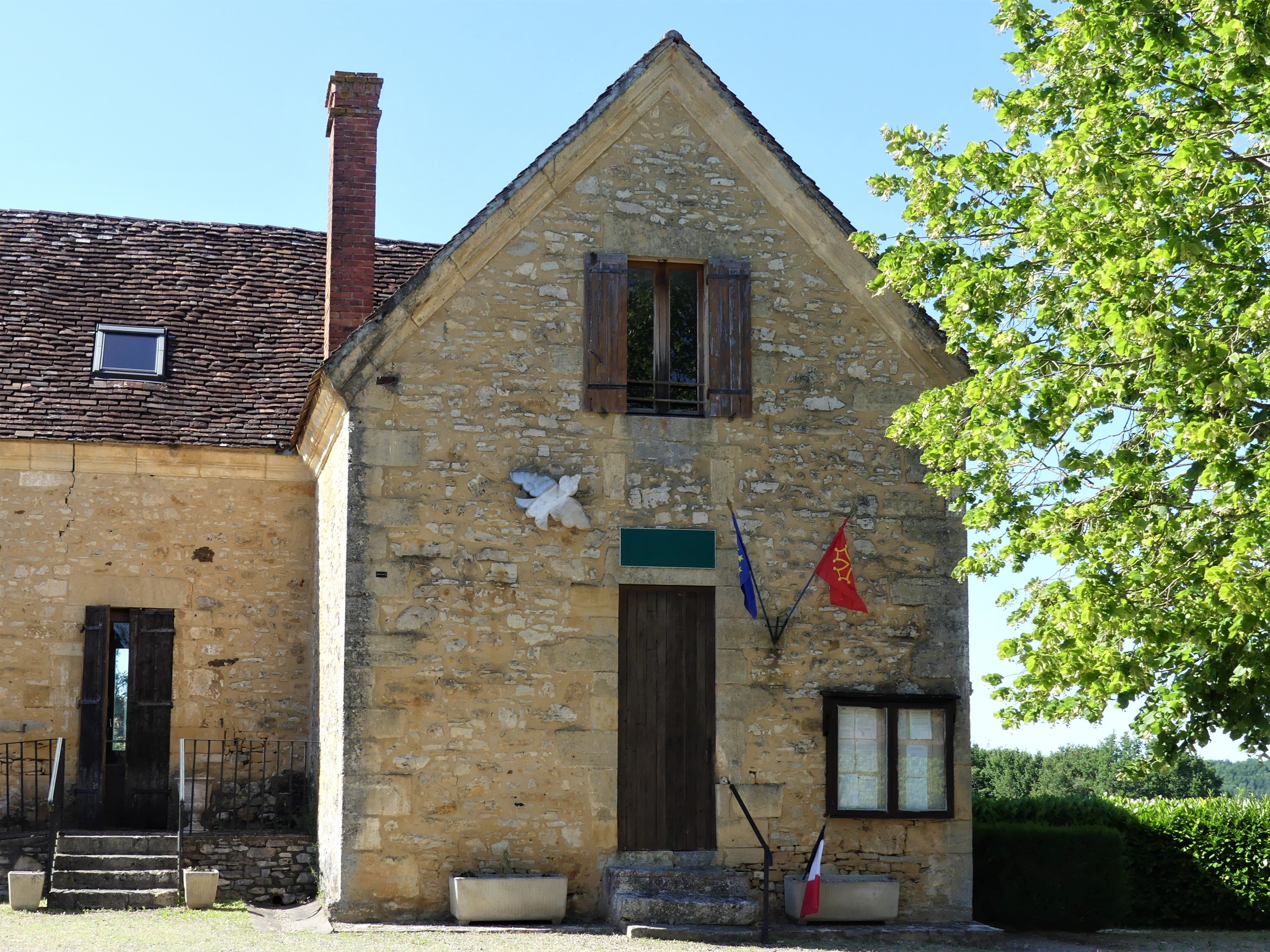
La mairie annexe en 2022.

| Période                                  | Période | Identité | Étiquette | Qualité |
| ---------------------------------------- | ------- | -------- | --------- | ------- |
| Les données manquantes sont à compléter. |         |          |           |         |
|                                          |         |          |           |         |

## Démographie
Au 1er janvier 2022, la commune associée de La Chapelle-Péchaud compte 130 habitants.
| 1793 | 1800 | 1806 | 1821 | 1831 | 1836 | 1841 | 1846 |
| ---- | ---- | ---- | ---- | ---- | ---- | ---- | ---- |
| 388  | 313  | 371  | 385  | 439  | 410  | 407  | 385  |

| 1851 | 1856 | 1861 | 1866 | 1872 | 1876 | 1881 | 1886 |
| ---- | ---- | ---- | ---- | ---- | ---- | ---- | ---- |
| 404  | 389  | 380  | 378  | 319  | 323  | 318  | 304  |

| 1891 | 1896 | 1901 | 1906 | 1911 | 1921 | 1926 | 1931 |
| ---- | ---- | ---- | ---- | ---- | ---- | ---- | ---- |
| 276  | 261  | 256  | 220  | 225  | 207  | 197  | 177  |

| 1936 | 1946 | 1954 | 1962 | 1968 | - | - | - |
| ---- | ---- | ---- | ---- | ---- | - | - | - |
| 176  | 167  | 145  | 161  | 148  | - | - | - |

## Lieux et monuments
- Église Saint-Blaise, dédiée à Blaise de Sébaste, évêque et martyr[9].

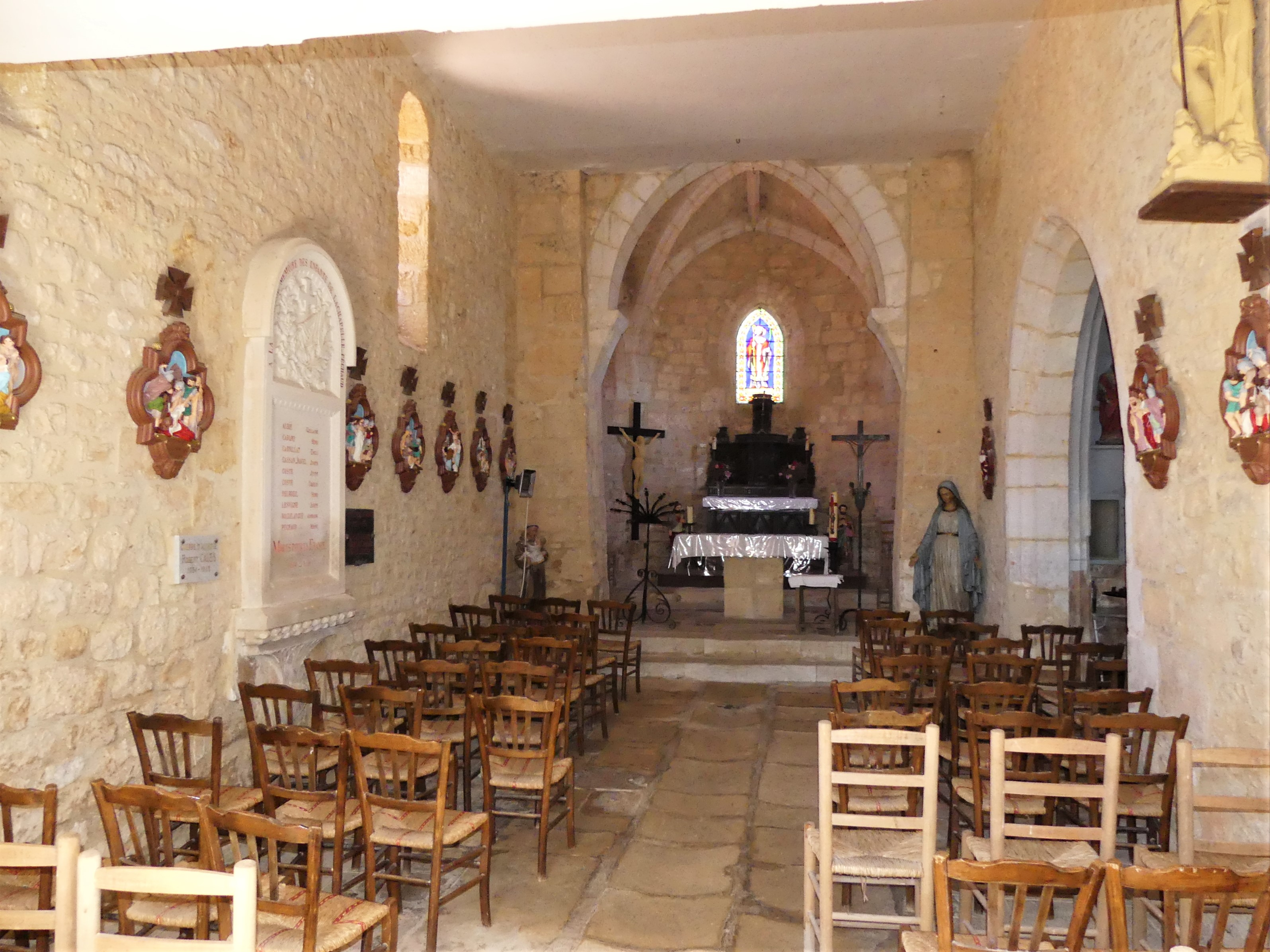
Nef de l'église.
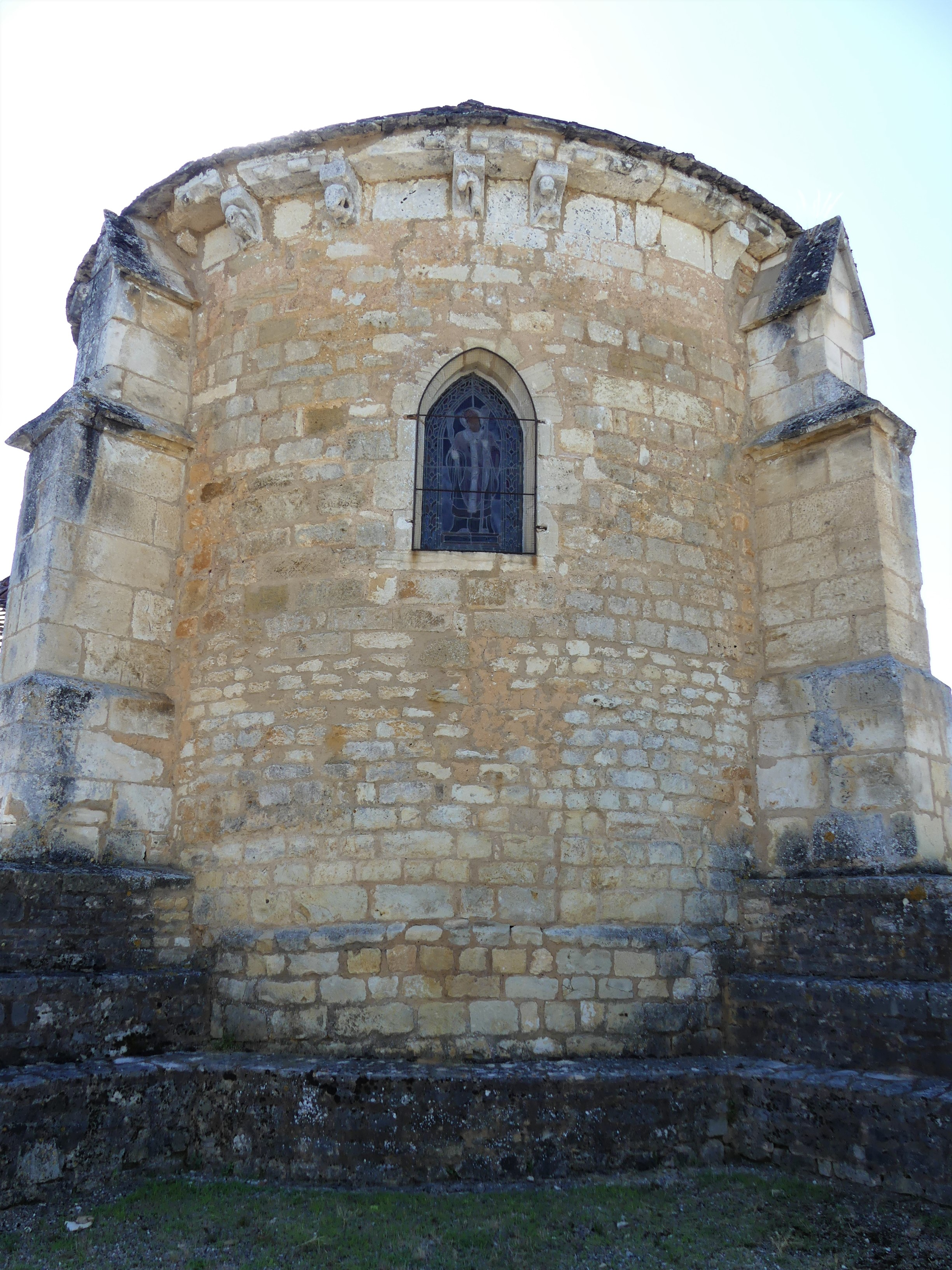
Le chevet plat.
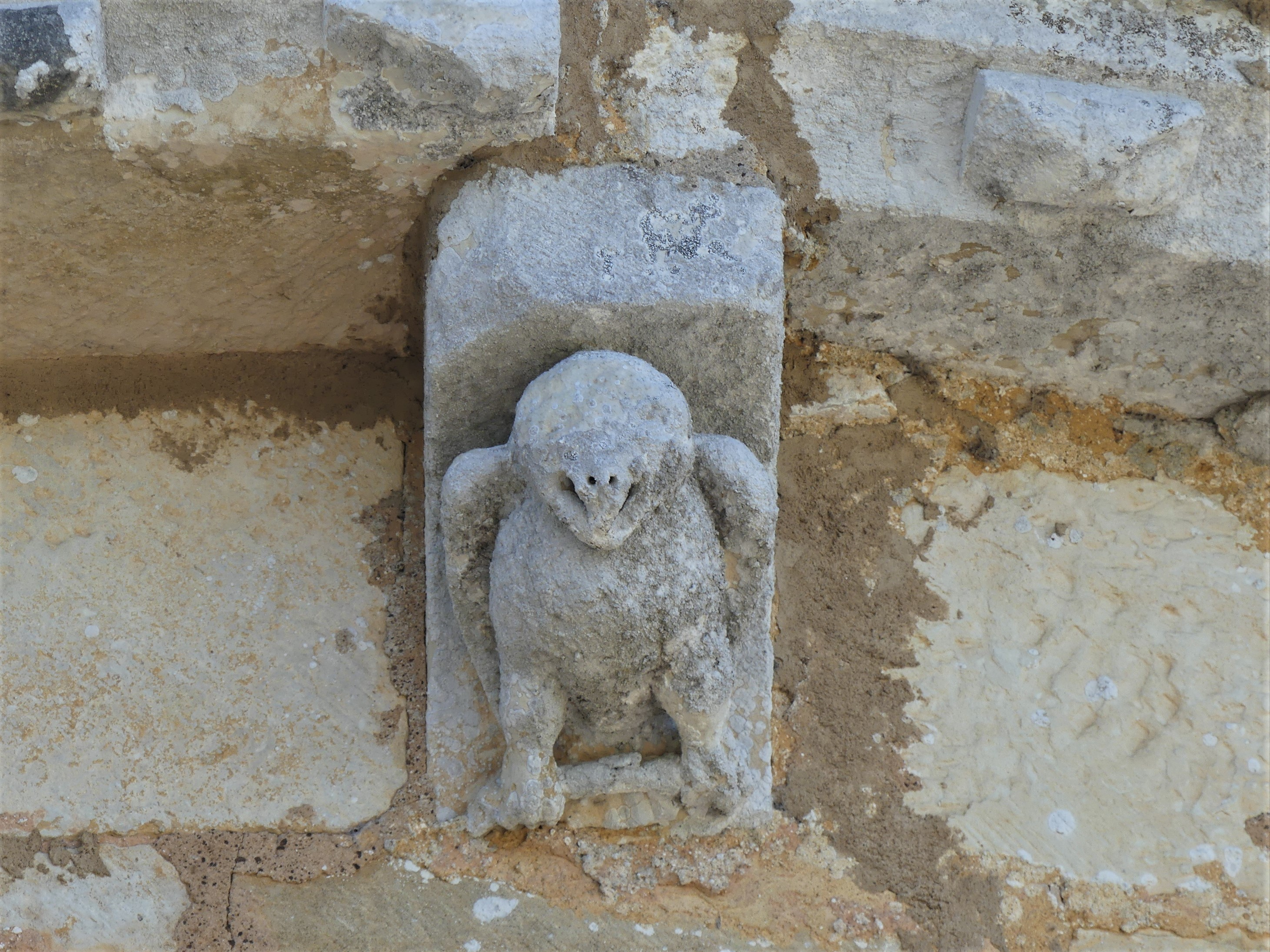
Modillon du chevet.
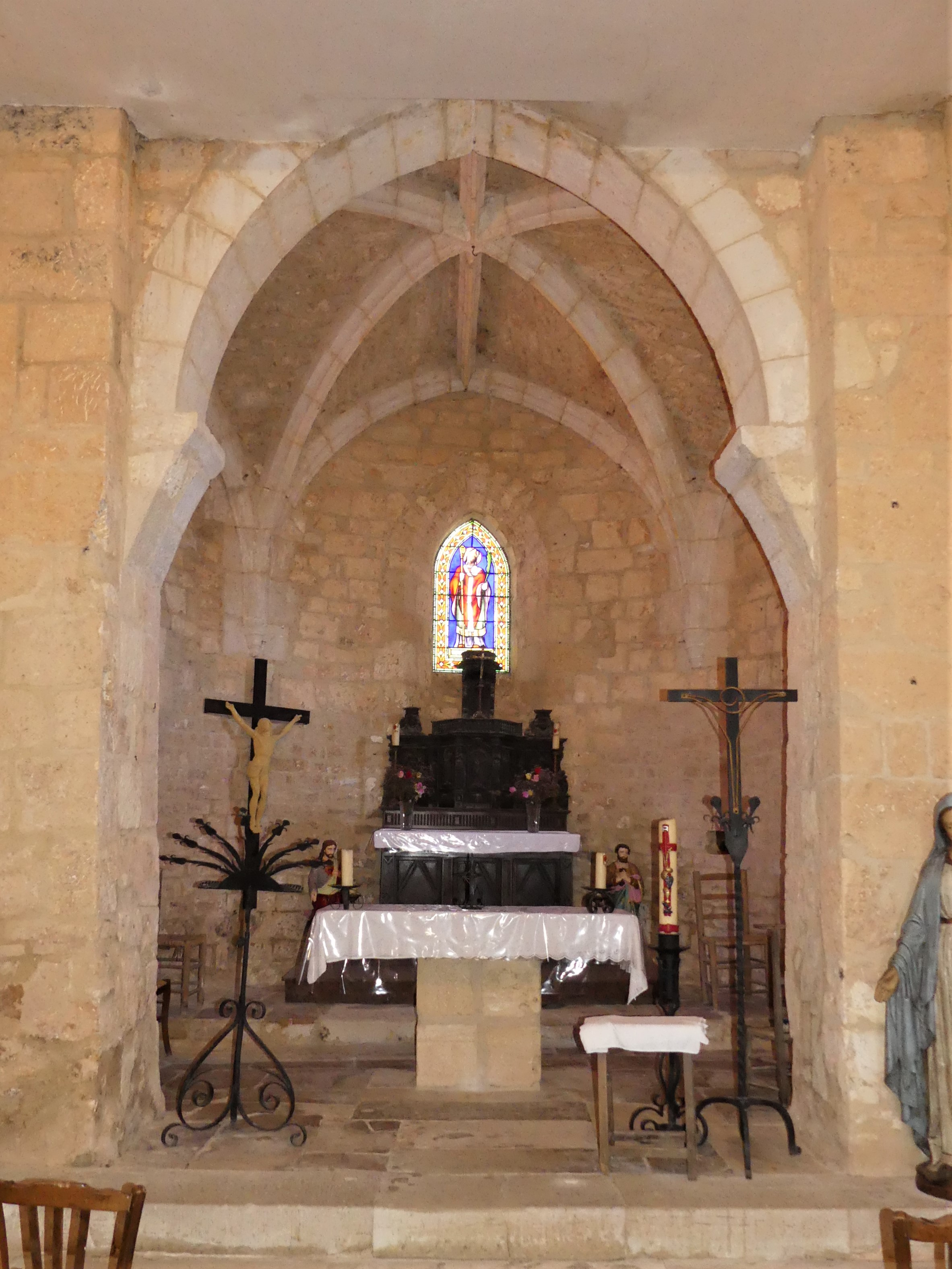
Le chœur.
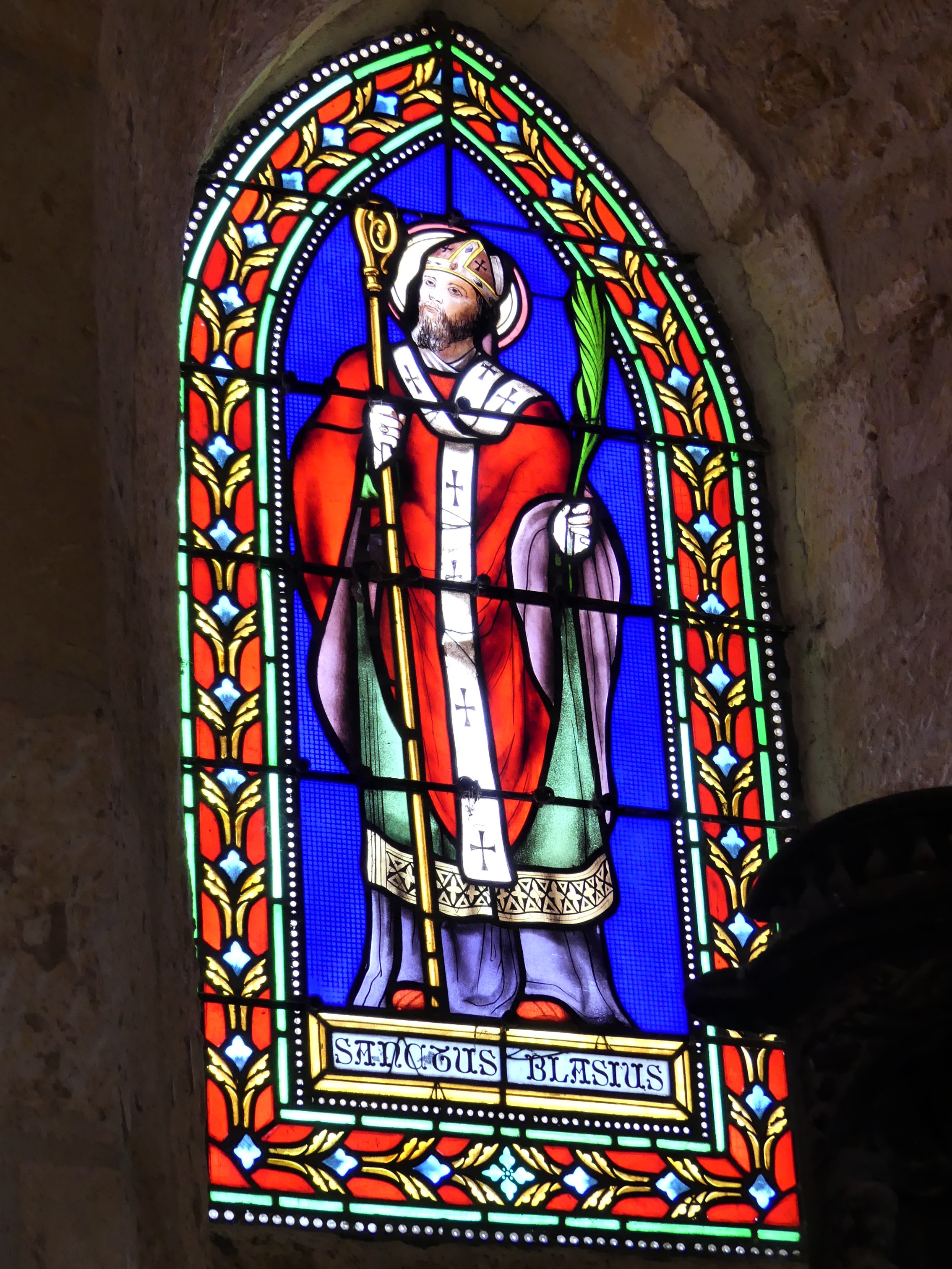
Vitrail représentant saint Blaise.
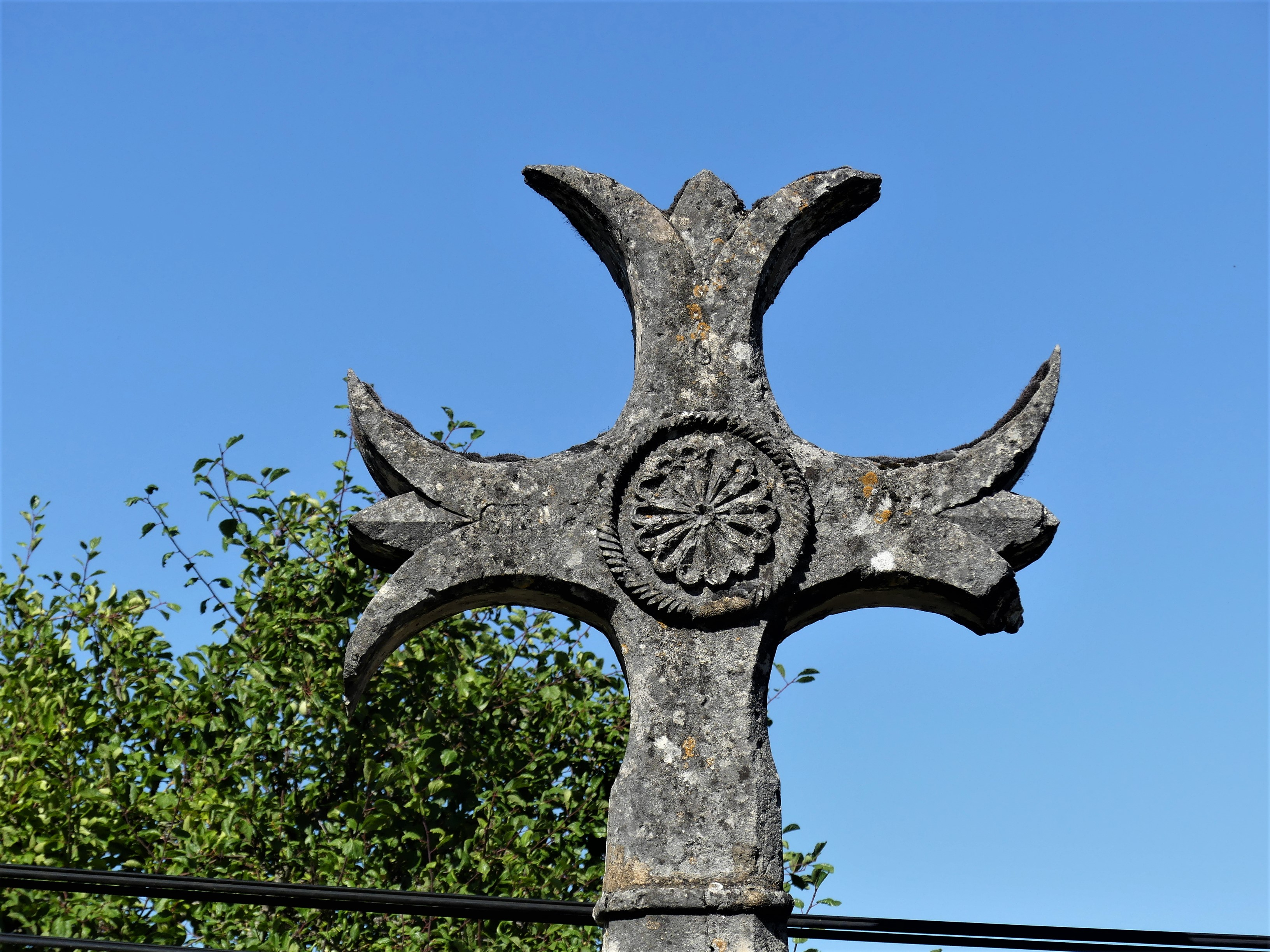
La croix du bourg.
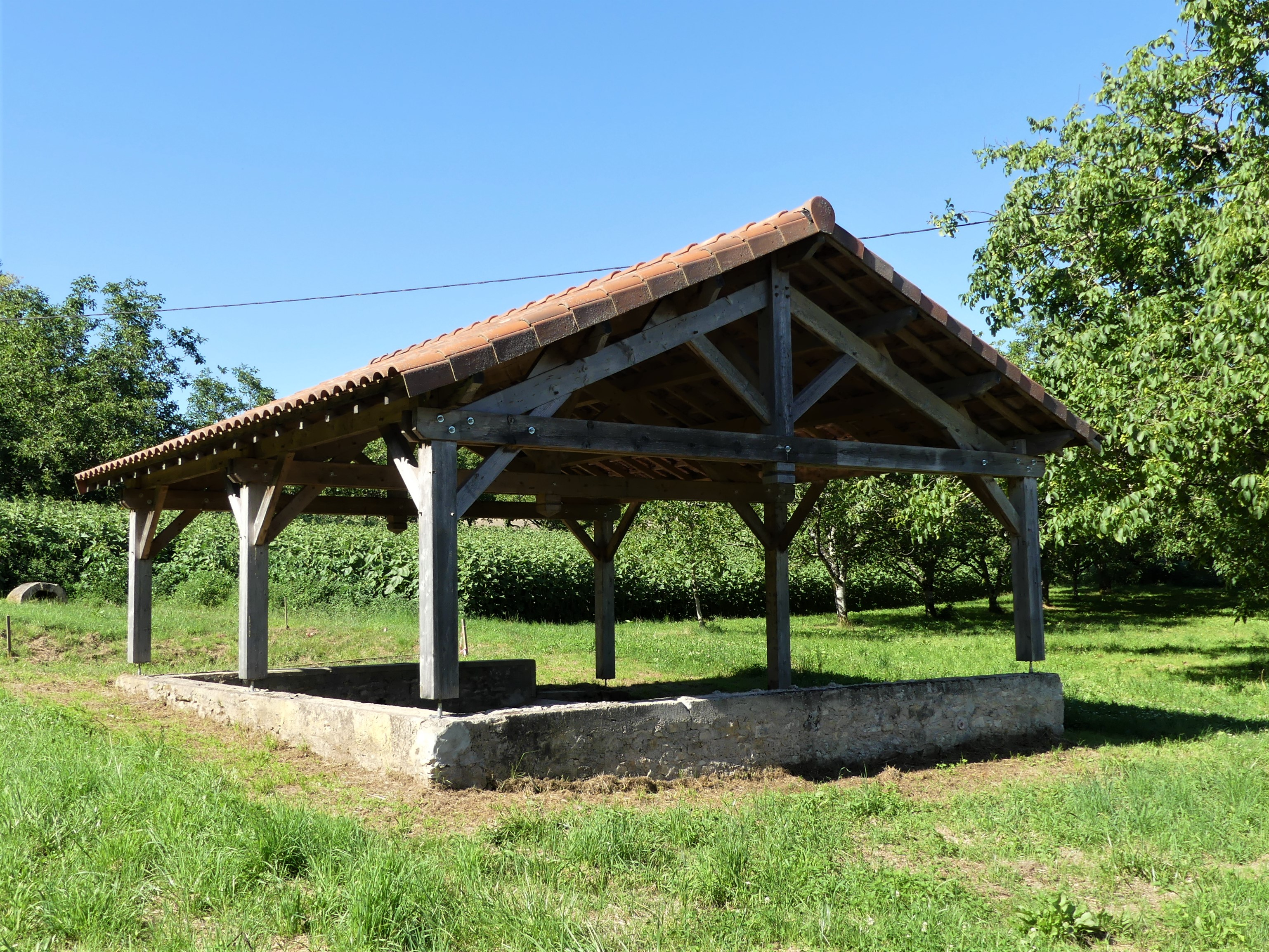
Lavoir à l'ouest du bourg.

## Personnalités liées à la commune
- Antoine Casimir de Mirandol (1759-?), homme politique né à La Chapelle, député de la Dordogne de 1815 à 1831[10].